# Alexandre Mendy
Alexandre Mendy (Toulon, 20 de marzo de 1994) es un futbolista francés, nacionalizado bisauguineano, que juega de delantero en el Montpellier H. S. C. de la Ligue 2.

## Trayectoria
Comenzó su carrera en el O. G. C. Niza en 2013, aunque tuvo que marcharse cedido al R. C. Estrasburgo, que por aquel entonces se encontraba en el Championnat National, para tener minutos. Con el Estrasburgo marcó 6 goles en 13 partidos, por lo que para la temporada 2014-15 el Niza optó por cederlo a un club de la Ligue 2, el Nîmes Olympique.
En la temporada 2015-16 consiguió hacerse un hueco en la plantilla del Niza, consiguiendo debutar en Ligue 1 el 22 de agosto de 2015 frente al Stade Malherbe Caen.
Tras esa temporada abandona definitivamente el Niza, fichando por el E. A. Guingamp, que también jugaba en la Ligue 1. Con el Guingamp disputó 29 partidos entre todas las competiciones, en los que hizo seis goles. A final de temporada dejó el Guingamp para jugar en el Girondins de Burdeos.

### Girondins de Burdeos
Tras fichar por el Girondins, consiguió hacerse con un puesto en la plantilla para la temporada 2017-18, en la que logró disputar 18 partidos, en los que hizo 4 goles.
Las dos temporadas posteriores las pasó cedido en el E. A. Guingamp, primero, y en el Stade Brestois, después.
El 1 de octubre de 2020 abandonó definitivamente el equipo de Burdeos y firmó por cuatro temporadas con el S. M. Caen. Finalmente permaneció cinco años, en los que llegó a ser el máximo goleador de la Ligue 2 en uno de ellos, y en julio de 2025 fichó por el Montpellier H. S. C.

## Clubes
| Club                       | País    | Año       |
| -------------------------- | ------- | --------- |
| O. G. C. Niza              | Francia | 2013-2016 |
| R. C. Estrasburgo (cedido) | Francia | 2014      |
| Nîmes Olympique (cedido)   | Francia | 2014-2015 |
| E. A. Guingamp             | Francia | 2015-2017 |
| Girondins de Burdeos       | Francia | 2017-2020 |
| E. A. Guingamp (cedido)    | Francia | 2018-2019 |
| Stade Brestois (cedido)    | Francia | 2019-2020 |
| S. M. Caen                 | Francia | 2020-2025 |
| Montpellier H. S. C.       | Francia | 2025-     |

## Palmarés

### Distinciones individuales
| Distinción                               | Año     |
| ---------------------------------------- | ------- |
| Máximo goleador de la Ligue 2 (22 goles) | 2023-24 |